# Nokerbaatar
Nokerbaatar è un genere di mammiferi estinti appartenenti all'ordine dei Multituberculata, famiglia Eobaataridae. I resti fossili provengono dal Cretaceo inferiore Asia. Furono tra i rappresentanti più evoluti del sottordine informale dei "Plagiaulacida".
La specie tipo, Nokerbaatar minor, fu descritta originalmente come una nuova specie de Eobaatar, E. minor, por Kielan-Jaworowska , Dashzeveg e Trofimov nel 1987, dai resti rinvenuti nel medesimo sito della Mongolia, risalente all'Aptiano o all'Albiano. Il cranio misurava circa due centimetri. Un estudio posterior de Lopatin y Averianov (2021) encontró que era genéricamente distinto de la especie tipo Eobaatar.